# SBB RABDe 8/16 1041
RABDe 8/16 war ein vierteiliger Triebwagen der SBB. Er entstand aus den beschädigten Triebwagen RABFe 4/8 1031 und RABFe 8/12 1041.

## Vorgeschichte
Bei einem Brand am 13. August 1961 in Pfungen entstanden insbesondere am Triebwagen 1 des Triebzuges RABFe 8/12 1041 erhebliche Schäden. Wegen der bevorstehenden Landesausstellung Expo64, die den Einsatz von allem vorhandenen Rollmaterial verlangte – sogar von alten zwei- und dreiachsigen Reisezugwagen – wurde erwogen, diesen Zug wieder aufzubauen. Die Hauptwerkstätte Zürich wurde schlussendlich damit beauftragt, den Wiederaufbau des Fahrzeugs mit geringstem Aufwand zu planen. Die zwei ehemaligen pneubereiften, extrem leichten Wagen Ap4ü und B4ü sollten dabei als Zwischenwagen eingebaut werden. Für die beiden Triebwagen war eine Ausrüstung mit Servo-Steuerkontrollern und Vielfachsteuerung analog zu den umgebauten Be 4/6-Triebwagen vorgesehen. Der Einbau von Zug- und Stossvorrichtungen sollte geprüft werden, um allenfalls Reisezugwagen mitführen zu können. Die Wiederinbetriebnahme sollte im Frühling 1964 erfolgen. Im Herbst 1962 wurden die Studien in einer anderen Richtung weiterbetrieben. Grund dafür war Ausserbetriebnahme des RABFe 4/8 1031. Die Antriebszahnräder dieses Triebwagens waren stark angerissen. Die vorhandenen Zugteile sollten nun zu einem vierteiligen Zug kombiniert werden. Die Zusammenstellung wurde folgendermassen vorgenommen:
| Triebwagen 1:    | 1031/1               |
| Zwischenwagen 2: | 1031/2, 180° gedreht |
| Zwischenwagen 3: | 1041/2               |
| Triebwagen 4:    | 1041/3               |

Durch die Drehung des Zwischenwagens 2 lagen die zwei Gepäckabteile nebeneinander in der Mitte des Zuges. Der durch den Brand stark beschädigte Triebwagen 1041/1 wurde abgebrochen. Die Teile des Zuges 1031 mussten wieder in grossem Masse umgebaut werden. Die Triebdrehgestelle wurden wieder unter den Führerständen platziert. Der Wagen 1031/2 wurde zum Zwischenwagen ohne Antrieb umgebaut. Der Führerstand musste deshalb durch ein normales Wagenteil ersetzt werden. Die Übersetzung des Getriebes des ehemaligen Triebwagens 1031/1 wurde wieder auf 1:2.64 geändert. Die Höchstgeschwindigkeit des ganzen Zuges war nun wieder 150 km/h. Da die SBB kurz vor der Beschaffung von Vororttriebzügen (RABDe 12/12) standen, waren sie an der Erprobung einer elektropneumatischen Bremse interessiert. Die Firma Oerlikon hatte ein solches System entwickelt. Dieses System war eine direkt wirkende Bremse. Die durchgehende Speiseleitung beaufschlagte die Bremszylinder beim Bremsen mit Druckluft. Beim Lösen der Bremsen entwich die Luft ins Freie. Der Triebwagen war als Alleinfahrer ein sehr guter Versuchsträger. Auf eine Kombination der elektropneumatischen Bremse mit der Widerstandsbremse wurde verzichtet. Im Störungsfall konnte die im Zug belassene R-Bremse verwendet werden. Im normalen Betrieb diente diese nur noch für Notbremsungen.